# عمرو الحوراني
عمرو عبد الله عبد الهادي الحوراني (وُلد في عام 1963) سياسي ودبلوماسي فلسطيني، كان سفيرًا لدولة فلسطين لدى زيمبابوي، ثم الدنمارك ولاحقًا النرويج وآيسلندا.

## حياته
عُين في 8 مارس 2001 مديرًا عامًا في ديوان الموظفين العام.
في 31 أكتوبر 2005، مُنح رتبة سفير وعُين رئيسًا لبعثة فلسطين لدى زيمبابوي. وفي 22 فبراير 2006، قدم أوراق اعتماده إلى رئيس جمهورية زيمبابوي روبرت موغابي.
شغل منصب سفير دولة فلسطين لدى الدنمارك حتى عام 2015.
في عام 2015، عُين سفيرًا لدولة فلسطين لدى النرويج، وفي 14 مارس 2015 قدم أوراق اعتماده إلى الملك النرويجي هيرالد الخامس.
ابتداءً من 1 فبراير 2018، بدأ الحوراني العمل سفيرًا في مقر وزارة الخارجية الفلسطينية في مدينة رام الله تطبيقًا لقرار نقله الصادر عن الرئيس الفلسطيني في 12 نوفمبر 2017.